# Lac La Loche (Saskatchewan)
Pour les articles homonymes, voir Loche et Lac La Loche.
Le lac La Loche est un lac du nord-ouest de la Saskatchewan au Canada situé au sud du lac Athabasca près de la frontière de l'Alberta.

## Géographie
Le lac La Loche est situé au point de départ de la rivière Churchill. Il est tributaire de la baie d'Hudson par son émissaire la rivière La Loche qui se jette à son tour dans le lac Peter Pond. Au point nord-ouest, le lac rejoint le parc provincial de Clearwater River.

## Toponymie
Le nom du lac a été donné par les voyageurs. Il tire son nom de la présence dans ses eaux de Lotte (Lota lota) dont l'un des nombreux noms est « loche ». Ce poisson est désigné en cri sous le nom de Methye ou Mihyëy et en chipewyan sous le nom de Ot’esh-otchôré. Le lac a souvent changé de nom, bien qu'ils fussent tous apparentés : Methy Lake, La la Loche, La Loche Lake, Loach Lake, Methea Lake et  Methye Lake. Le nom actuel a été adopté en 1957.

## Histoire

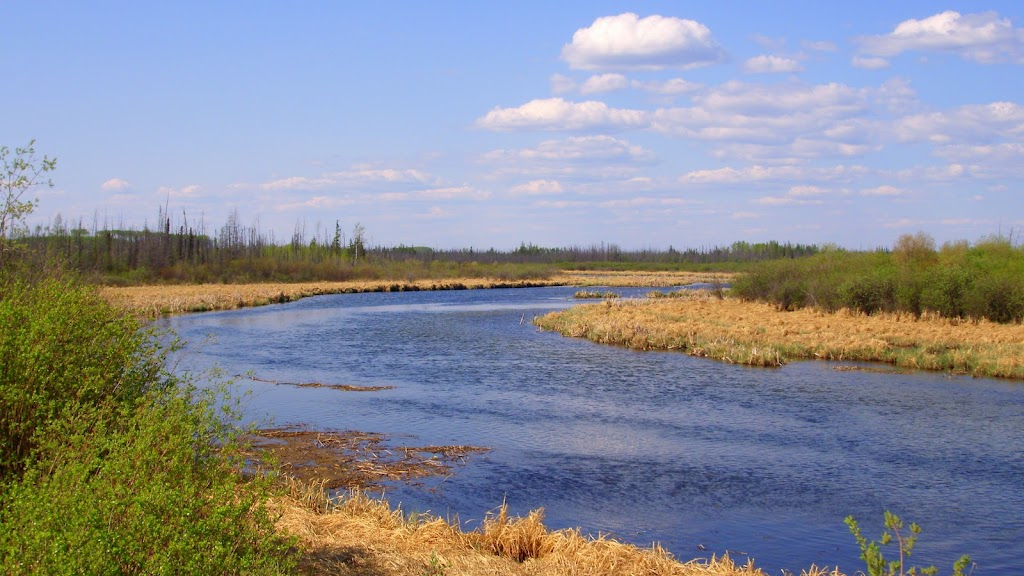
Rivière La Loche près de la route du lac Garson

Situé à quelques kilomètres au sud de la rivière Clearwater (ou rivière à l'Eau Claire) qui rejoint Fort McMurray et la rivière Athabasca, le lac La Loche fait partie du trajet emprunté par les trappeurs travaillant pour la Compagnie du Nord-Ouest lorsqu'ils voyageaient entre le lac Winnipeg et le lac Athabasca. Les trappeurs canadiens-français et Métis fondèrent le poste de traite de Portage La Loche sur le chemin de portage des canoés.
Pour franchir la ligne de partage entre les deux bassins, il suffit de parcourir une vingtaine de kilomètres. La Compagnie du Nord-Ouest y entretient alors des attelages de bœufs afin de transférer les marchandises.